# Liste des municipalités du Guerrero

Armoiries de l'État de Guerrero

L'État de Guerrero est divisé en 81 municipalités. La capitale est Chilpancingo de los Bravo.

## Liste des municipalités et des codes INEGI associés
Le code INEGI complet de la municipalité comprend le code de l'État - 12 - suivi du code de la municipalité. Exemple : Chilpancingo de los Bravo = 12029. Chaque municipalité comprend plusieurs localités. Ainsi, pour le chef-lieu de la municipalité de Chilpancingo de los Bravo, la ville de Chilpancingo de los Bravo : 120290001.

État de Guerrero

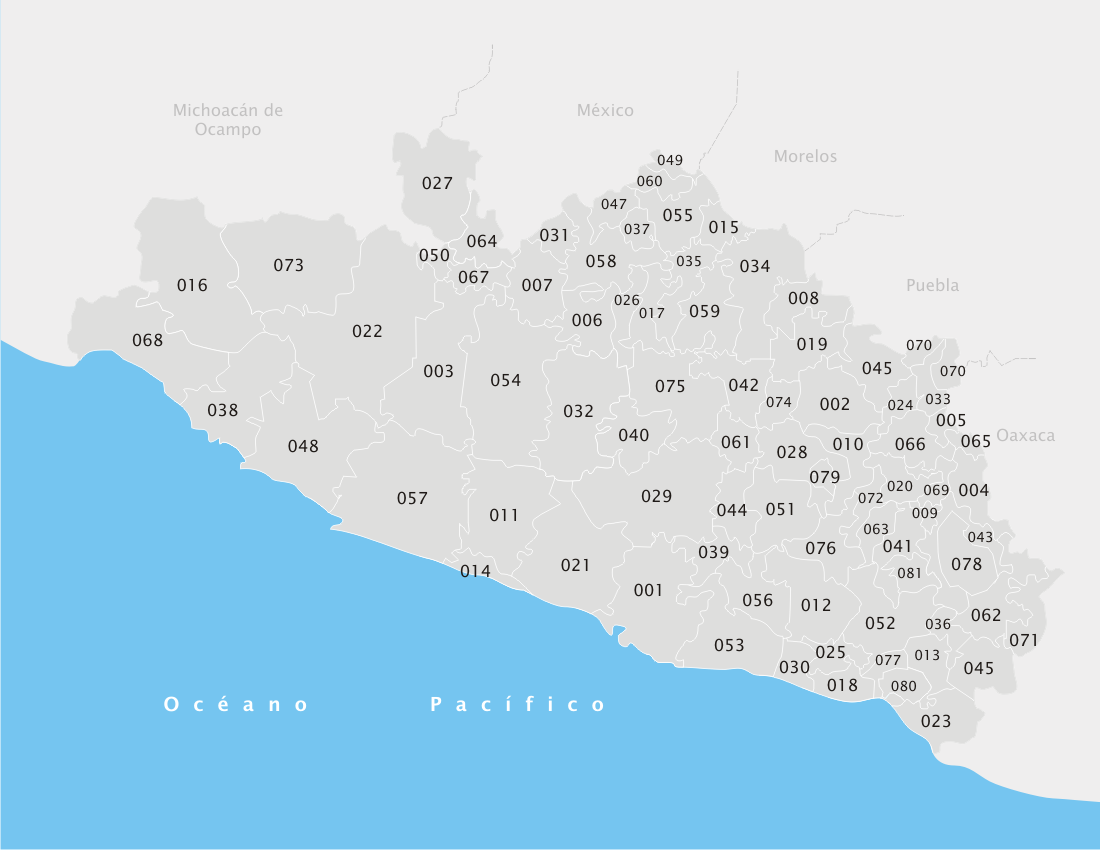
Municipalités du Guerrero

| Code INEGI | Municipalité                      | Chef-lieu de la municipalité | Date de création | Population (2010) | Superficie (km²) |
| ---------- | --------------------------------- | ---------------------------- | ---------------- | ----------------- | ---------------- |
| 001        | Acapulco de Juárez                | Acapulco de Juárez           | 1850             | 789 971           | 1724,64          |
| 002        | Ahuacuotzingo                     | Ahuacuotzingo                | 1850             | 25 027            | 870,79           |
| 003        | Ajuchitlán del Progreso           | Ajuchitlán del Progreso      | 1850             | 38 203            | 1967,04          |
| 004        | Alcozauca de Guerrero             | Alcozauca de Guerrero        | 1869             | 18 971            | 466,92           |
| 005        | Alpoyeca                          | Alpoyeca                     | 1886             | 6 637             | 102,66           |
| 006        | Apaxtla                           | Ciudad Apaxtla de Castrejón  | 1924             | 12 389            | 626,57           |
| 007        | Arcelia                           | Arcelia                      | 1892             | 32 181            | 781,51           |
| 008        | Atenango del Río                  | Atenango del Río             | 1880             | 8 390             | 567,39           |
| 009        | Atlamajalcingo del Monte          | Atlamajalcingo del Monte     | 1850             | 5 706             | 141,59           |
| 010        | Atlixtac                          | Atlixtac                     | 1870             | 26 341            | 576,41           |
| 011        | Atoyac de Álvarez                 | Atoyac de Álvarez            | 1864             | 61 316            | 1440,38          |
| 012        | Ayutla de los Libres              | Ayutla de los Libres         | 1850             | 62 690            | 1046,15          |
| 013        | Azoyú                             | Azoyú                        | 1850             | 14 429            | 394,79           |
| 014        | Benito Juárez                     | San Jerónimo de Juárez       | 1934             | 15 019            | 234,71           |
| 015        | Buenavista de Cuéllar             | Buenavista de Cuéllar        | 1944             | 12 688            | 305,06           |
| 016        | Coahuayutla de José María Izazaga | Coahuayutla de Guerrero      | 1868             | 13 025            | 2607,04          |
| 017        | Cocula                            | Cocula                       | 1851             | 14 707            | 445,70           |
| 018        | Copala                            | Copala                       | 1850             | 13 636            | 299,86           |
| 019        | Copalillo                         | Copalillo                    | 1875             | 14 456            | 726,64           |
| 020        | Copanatoyac                       | Copanatoyac                  | 1860             | 18 855            | 306,79           |
| 021        | Coyuca de Benítez                 | Coyuca de Benítez            | 1876             | 73 460            | 1809,49          |
| 022        | Coyuca de Catalán                 | Coyuca de Catalán            | 1861             | 42 069            | 3403,52          |
| 023        | Cuajinicuilapa                    | Cuajinicuilapa               | 1852             | 25 922            | 641,92           |
| 024        | Cualác                            | Cualác                       | 1850             | 7 007             | 239,80           |
| 025        | Cuautepec                         | Cuautepec                    | 1890             | 15 115            | 310,69           |
| 026        | Cuetzala del Progreso             | Cuetzala del Progreso        | 1874             | 9 166             | 378,24           |
| 027        | Cutzamala de Pinzón               | Cutzamala de Pinzón          | 1850             | 21 388            | 1336,76          |
| 028        | Chilapa de Álvarez                | Chilapa de Álvarez           | 1850             | 120 790           | 752,67           |
| 029        | Chilpancingo de los Bravo         | Chilpancingo de los Bravo    | 1850             | 241 717           | 2180,94          |
| 030        | Florencio Villarreal              | Cruz Grande                  | 1899             | 20 175            | 290,68           |
| 031        | General Canuto A. Neri            | Acapetlahuaya                | 1953             | 6 301             | 256,83           |
| 032        | General Heliodoro Castillo        | Tlacotepec                   | 1850             | 36 586            | 1703,76          |
| 033        | Huamuxtitlán                      | Huamuxtitlán                 | 1850             | 14 393            | 286,79           |
| 034        | Huitzuco de los Figueroa          | Ciudad de Huitzuco           | 1850             | 37 364            | 1325,00          |
| 035        | Iguala de la Independencia        | Iguala de la Independencia   | 1850             | 140 363           | 569,10           |
| 036        | Igualapa                          | Igualapa                     | 1850             | 10 815            | 189,63           |
| 037        | Ixcateopan de Cuauhtémoc          | Ixcateopan de Cuauhtémoc     | 1850             | 6 603             | 214,38           |
| 038        | Zihuatanejo de Azueta             | Zihuatanejo                  | 1953             | 118 211           | 1485,15          |
| 039        | Juan R. Escudero                  | Tierra Colorada              | 1951             | 24 634            | 409,07           |
| 040        | Leonardo Bravo                    | Chichihualco                 | 1909             | 24 720            | 719,24           |
| 041        | Malinaltepec                      | Malinaltepec                 | 1850             | 29 599            | 479,85           |
| 042        | Mártir de Cuilapan                | Apango                       | 1926             | 17 702            | 624,95           |
| 043        | Metlatónoc                        | Metlatónoc                   | 1947             | 18 976            | 610,35           |
| 044        | Mochitlán                         | Mochitlán                    | 1882             | 11 376            | 522,17           |
| 045        | Olinalá                           | Olinalá                      | 1850             | 24 723            | 705,71           |
| 046        | Ometepec                          | Ometepec                     | 1850             | 61 306            | 609,25           |
| 047        | Pedro Ascencio Alquisiras         | Ixcapuzalco                  | 1890             | 6 978             | 294,64           |
| 048        | Petatlán                          | Petatlán                     | 1870             | 44 979            | 1987,66          |
| 049        | Pilcaya                           | Pilcaya                      | 1931             | 11 558            | 163,04           |
| 050        | Pungarabato                       | Ciudad Altamirano            | 1907             | 37 035            | 132,14           |
| 051        | Quechultenango                    | Quechultenango               | 1850             | 34 728            | 836,37           |
| 052        | San Luis Acatlán                  | San Luis Acatlán             | 1850             | 42 360            | 1100,00          |
| 053        | San Marcos                        | San Marcos                   | 1885             | 48 501            | 1158,47          |
| 054        | San Miguel Totolapan              | San Miguel Totolapan         | 1873             | 28 009            | 2387,60          |
| 055        | Taxco de Alarcón                  | Taxco de Alarcón             | 1850             | 104 053           | 650,79           |
| 056        | Tecoanapa                         | Tecoanapa                    | 1974             | 44 079            | 697,78           |
| 057        | Técpan de Galeana                 | Técpan de Galeana            | 1952             | 62 071            | 2787,55          |
| 058        | Teloloapan                        | Teloloapan                   | 1874             | 53 769            | 1009,65          |
| 059        | Tepecoacuilco de Trujano          | Tepecoacuilco de Trujano     | 1850             | 30 479            | 850,79           |
| 060        | Tetipac                           | Tetipac                      | 1862             | 13 128            | 219,49           |
| 061        | Tixtla de Guerrero                | Tixtla de Guerrero           | 1851             | 40 058            | 382,83           |
| 062        | Tlacoachistlahuaca                | Tlacoachistlahuaca           | 1872             | 21 306            | 797,83           |
| 063        | Tlacoapa                          | Tlacoapa                     | 1850             | 9 967             | 277,61           |
| 064        | Tlalchapa                         | Tlalchapa                    | 1851             | 11 495            | 462,66           |
| 065        | Tlalixtaquilla de Maldonado       | Tlalixtaquilla               | 1944             | 7 096             | 116,51           |
| 066        | Tlapa de Comonfort                | Tlapa de Comonfort           | 1850             | 81 419            | 608,10           |
| 067        | Tlapehuala                        | Tlapehuala                   | 1949             | 21 819            | 281,87           |
| 068        | La Unión de Isidoro Montes de Oca | La Unión                     | 1870             | 25 712            | 1748,50          |
| 069        | Xalpatláhuac                      | Xalpatláhuac                 | 1963             | 12 240            | 226,24           |
| 070        | Xochihuehuetlán                   | Xochihuehuetlán              | 1850             | 7 079             | 273,92           |
| 071        | Xochistlahuaca                    | Xochistlahuaca               | 1850             | 28 089            | 464,89           |
| 072        | Zapotitlán Tablas                 | Zapotitlán Tablas            | 1960             | 10 516            | 229,26           |
| 073        | Zirándaro                         | Zirándaro de los Chávez      | 1907             | 18 813            | 2139,87          |
| 074        | Zitlala                           | Zitlala                      | 1850             | 22 587            | 301,36           |
| 075        | Eduardo Neri                      | Zumpango del Río             | 1850             | 46 158            | 1257,38          |
| 076        | Acatepec                          | Acatepec                     | 1993             | 32 792            | 631,59           |
| 077        | Marquelia                         | Marquelia                    | 2002             | 12 912            | 210,22           |
| 078        | Cochoapa el Grande                | Cochoapa el Grande           | 2003             | 18 778            | 621,53           |
| 079        | José Joaquín de Herrera           | Hueycantenango               | 2003             | 15 678            | 133,41           |
| 080        | Juchitán                          | Juchitán                     | 2005             | 7 166             | 253,42           |
| 081        | Iliatenco                         | Iliatenco                    | 2005             | 10 522            | 237,09           |